# Paraskevidékatriaphobie
La paraskevidékatriaphobie, (du  grec tardif Παρασκευή / paraskevi « vendredi », δεκατρείς / decatreis « treize » et φόϐος / phóbos, « peur ») est la phobie du vendredi treize, dont une superstition, qui remonterait aux origines de la chrétienté, a fait de cette date et dans certaines cultures un jour de malheur. En effet, c'est parce que, d'une part, le Christ a été crucifié un vendredi et que, d'autre part, la veille, lors de la Cène, il était accompagné de ses Douze Apôtres, qu'est née l'idée d'un mauvais présage annoncé par la présence de treize commensaux.

## Effets
La superstition maléfique du vendredi 13 reste ancrée au point que des études cherchent à mettre en évidence ses effets sur le comportement des gens. Une étude britannique en 1993 suggère qu'il y a proportionnellement plus d'accidents de la route les vendredis 13 que les vendredis 6 en Grande-Bretagne.
Une étude néerlandaise du Dutch Centre for Insurance Statistics en 2008 suggère un comportement inverse : les gens se montreraient plus prudents les vendredis 13 que les autres vendredis, ce qui se traduirait par moins d'accidents, de feux et de cambriolages.